# Maybe (canção de Jay Sean)
"Maybe" é o segundo single do cantor Jay Sean para o segundo álbum My Own Way. A canção entrou no top 20 na UK Singles Chart, como melhor posição a décima.

## História
"Maybe" foi originalmente planeado ser lançado no Reino Unido a 7 de Abril de 2008, acompanhado o álbum a 14 de Abril. Mas, sem razões aparentes, a data dos lançamentos foi mudada.

## Videoclipe
A 22 de Fevereiro de 2008, o vídeo foi exclusivamente disponibilizado no Youtube. Dia 7 de Março de 2008 estreou no canal televisivo The Box.

## Faixas e formatos
| #                          | Title                                 | Time |
| -------------------------- | ------------------------------------- | ---- |
| CD1: Island / 1748515 (UK) |                                       |      |
| 1.                         | "Maybe" [Edição de Rádio]             | 3:26 |
| 2.                         | "Ghetto Bruv!"                        | 3:21 |
| CD2: Island / 1748657 (UK) |                                       |      |
| 1.                         | "Maybe" (The Beep Beep Song)          | 3:30 |
| 2.                         | "Maybe (J Remy & Bobby Bass Remix)"   | 3:09 |
| 3.                         | "Maybe (Agent X Edit)"                | 3:59 |
| 4.                         | "Maybe (Punjabi Hit Squad Remix)"     | 3:17 |
| 5.                         | "Maybe (Reelsoul Sole Channel Remix)" | 4:05 |
| 6.                         | "Maybe (Tigerstyle Remix)"            | 3:22 |
| 7.                         | "Ghetto Bruv!"                        | 3:21 |

## Desempenho

### Posições
| Tabelas musicais (2008)                  | Melhor posição |
| ---------------------------------------- | -------------- |
| Reino Unido UK Download Chart            | 10             |
| Reino Unido UK Singles Chart             | 19             |
| Turquia Turkish Singles Chart            | 21             |
| União Europeia Eurochart Hot 100 Singles | 65             |
| Japão Japan Hot 100 Singles              | 7              |
| Japão Airplay Chart                      | 1              |